# Qianwei (köpinghuvudort i Kina, Yunnan Sheng, lat 24,34, long 102,73)
Qianwei (kinesiska: 前卫) är en köpinghuvudort i Kina. Den ligger i provinsen Yunnan, i den sydvästra delen av landet, omkring 81 kilometer söder om provinshuvudstaden Kunming. Antalet invånare är 48 166. Befolkningen består av 23 933 kvinnor och 24 233 män. Barn under 15 år utgör 19,0 %, vuxna 15-64 år 69 %, och äldre över 65 år 10,0 %.
Runt Qianwei är det tätbefolkat, med 397 invånare per kvadratkilometer. Närmaste större samhälle är Yuxi, 18,9 km väster om Qianwei. Trakten runt Qianwei består till största delen av jordbruksmark.
Genomsnittlig årsnederbörd är 1 044 millimeter. Den regnigaste månaden är juni, med i genomsnitt 211 mm nederbörd, och den torraste är februari, med 12 mm nederbörd.